# هورنی بزدیکوو
هورنی بزدیکوو (به چکی: Horní Bezděkov) یک منطقهٔ مسکونی در جمهوری چک است که در شهرستان کلادنو واقع شده‌است. هورنی بزدیکوو ۴٫۸۵ کیلومتر مربع مساحت و ۵۸۱ نفر جمعیت دارد و ۴۲۱ متر بالاتر از سطح دریا واقع شده‌است.